# Чемпионат СССР по лыжным гонкам 1960
32-й лично-командный чемпионат СССР по лыжным гонкам проходил в Свердловске с 13 по 19 марта 1960 года. Соревнования проводились по семи дисциплинам — гонки на 15, 30 и 50 км, эстафета 4×10 км (мужчины), гонки на 5 и 10 км, эстафета 4х5 км (женщины).

## Медалисты

### Мужчины
|                  | Золото                                                                         | Серебро                                                           | Бронза                                                              |
| ---------------- | ------------------------------------------------------------------------------ | ----------------------------------------------------------------- | ------------------------------------------------------------------- |
| Гонка на 15 км   | Ваганов Геннадий Советская Армия Москва                                        | Аникин Николай «Динамо» Москва                                    | Утробин Иван «Труд» Московская область                              |
| Гонка на 30 км   | Утробин Иван «Труд» Московская область                                         | Терентьев Федор Советская Армия Москва                            | Аникин Николай «Динамо» Москва                                      |
| Гонка на 50 км   | Кузнецов Алексей «Урожай» Горьковская область                                  | Утробин Иван «Труд» Московская область                            | Сивков Михаил «Динамо» Ленинград                                    |
| Эстафета 4х10 км | Советская Армия Емелин Леонид Ваганов Геннадий Кондаков Сергей Терентьев Федор | «Труд» Москвин Игорь Сляднев Юрий Дмитриев Борис Докукин Анатолий | «Динамо» Сивков Михаил Тихонов Юрий Анисимов Юрий Фроленко Геннадий |

### Женщины
|                 | Золото                                                                  | Серебро                                                                     | Бронза                                                                         |
| --------------- | ----------------------------------------------------------------------- | --------------------------------------------------------------------------- | ------------------------------------------------------------------------------ |
| Гонка на 5 км   | Колчина Алевтина «Динамо» Москва                                        | Терехина Нина «Урожай» Московская область                                   | Гусакова Мария «Спартак» Ленинград                                             |
| Гонка на 10 км  | Гусакова Мария «Спартак» Ленинград                                      | Колчина Алевтина «Динамо» Москва                                            | Терехина Нина «Урожай» Московская область                                      |
| Эстафета 4х5 км | «Динамо» Ачкасова Вера Каалисте Анна Терентьева Полина Колчина Алевтина | Советская Армия Ачкина Рита Зайцева Нина Ковалевская Полина Мекшило Евдокия | «Динамо» Жаворонкова Мария Поликарпова Мария Брызгалова Галина Карулина Галина |